# Rok muzej
Rok muzej je prvi srpski muzej savremene muzike, trenutno bez stalne lokacije, osnovan 2015. godine, sa zadatkom da sačuva od zaborava i promoviše ovu vrstu kulture iz druge polovine 20. veka. Pre nego što Rok muzej dobije stalne prostorije i resurse za svoj rad, što je planirano da se desi uskoro, opredeljenje je da se misija muzeja stalno promoviše kroz tematske izložbe artefakta u raznim gradovima Srbije. 
Sa inicijativom da postane sastavni deo srpskog kulturnog života javnost u Republici Srbiji upoznata je na njegovoj inauguraciji oktobra 2015. godine, na izložbi u galeriji „Centra za ravnotežu” u Beogradu.

## Istorijat
Muzej je osnovan oktobra 2015. godine na inicijativu Miroslava Cvetkovića, Srđana Stojanovića, Branimira Loknera i brojnih drugih profesionalaca i entuzijasta, sa namerom da se prikupljaju artefakti, publicistička građa i organizuju događaji u okviru Instituta za savremenu muziku. 
Sa inicijativom da Rok muzej postane sastavni deo kulturnog života Srbije javnost je upoznata na njegovoj inauguraciji oktobra 2015. godine. 
U premijernom izdanju za 2016. godinu, od 10. do 22. maja, u Galeriji RTS Rok muzej je publici predstavio nekoliko grupa autentičnih eksponata kao što su: kolekcije fotografija aktera, omoti ploča, muzički instrumenti i oprema, scenska odeća i obuća, knjige i časopisi koji tretiraju rok kulturu.
Od svog osnivanja, bez obzira na količinu energije i entuzijazma prijatelja okupljenih oko ove ideje, Muzej je nailazio na razne probleme, a najviše administrativne, pa i do sada nema sedište, i stalnu lokaciju na kojoj će biti smešteni i obezbeđeni svi artefakti i publicistička građa.
Prema izjavi osnivača muzeja, trenutno:
| „ | Rok muzej je putujuća postavka bez svoje stalne lokacije – nekakvi rok apatridi. Kao svojevrsni rok nomadi, nije nam lako da stalno tražimo prostor za izložbe i selimo neprocenjivu arhivsku i muzejsku rok građu, te zato apelujemo na sve koji podržavaju ovu ideju i u mogućnosti su, da nam pomognu da dođemo do svoje stalne lokacije – sedišta. | ” |

## Zadaci
Glavni zadatak i aktivnosti muzeja su: 
- Očuvanje od zaborava i promocija ova vrsta kulture, koja je bila dominantni način izražavanja i života generacija šezdesetih, sedamdesetih, osamdesetih i devedesetih godina 20. veka.
- Prikupljanje i čuvanje na jednom mestu od zaborava kulturne rok baštinu Srbije
- Upoznavanje novih generacija i podsećanje starije generacija na to, kako je nekada izgledala rok scena u Srbiji.

### Promotivne izložbe
| Godina | Mesto održavanja i naziv izložbe |
| ------ | --- |
| 2015   | - Beograd, Centar za ravnotežu, Promotivna izložba muzeja |
| 2016   | - Beograd, Kamerna sala Radio Beograda, Rok muzika se sluša i gleda - Beograd, Galerija RTS, Rok muzej uživo. - Niš, Deli prostor, Rok muzej u Nišu - Banja Luka, Dom omladine, Rok muzej u Banja Luci - Kragujevac, Rok muzej u Kragujevcu - Novi Sad, Rok muzej u Novom Sadu |
| 2017   | - Kikinda, Zavičajni muzej u Kikindi, Rok muzej u Kikindi. |

### Prateći koncerti rok muzike
Da rokenrol ne vredi bez žive svirke, Rok muzej to pokazuje i besplatnim koncertom koji se održavaju uz svaku prateću izložbu. Koncerti su zamišljeni kao omaž srpskim i stranim umetnicima koji su odlučujuće uticali na srpske rok autore i izvođače.

## Spoljašnje veze
- Zvanična prezentacija Rok muzeja Архивирано на веб-сајту  (5. октобар 2017)